# TMSS
Thengamara Mohila Sabuj Sangha (TMSS) — микрокредитная общественная организация в Бангладеш. TMSS была основана в 1980 году доктором Хосне Ара Бегумом, сотрудником Ashoka: Innovators for the Public в городе Богра в Бангладеш. Изначально организация была ориентирована на бедное женское население, ставящая своей целью борьбу с бедностью, расширение прав и возможностей женщин и улучшение социально-экономической инфраструктуры Бангладеш. TMSS имеет партнерские отношения с рядом организаций, в том числе с банком NCC Bank Limited, для повышения качества услуг и доступности в сельской местности.